# Хуај Су
Хуај Су (упрош: 怀素; трад: 懷素; пин: Huái Sù, 737–799), наклонско име Цангџен (藏真), је био Будистички мохан и калиграфер Танг династије, познат за његову рукописну калиграфију. Мање од 10 комада његових рада су преживели.
Он је рођен у савремену Чангша, Хунан. Мало је познато о његовим раним животу. Његово секуларно презиме може бити Ћијен (錢), и он може бити нећак пјесника Ћијен Ћи (錢起). Он је постао мохан у његовом дјетинству, наводно из сиромаштва.
Према легенди, он је засадио стабла банана (или било која стабла родом мусацеае) у дворишту храма где је живео, и користио је листове као папир да вјежба његовој умјетност. Он је постао позната личност у својим раним тридесетим када је дошао у Чанг'ан, тада главном граду Кине. Познати пјесници свога времена говорили су са уважавањем о његовим делима, укључујући и Ли Бај. Као Ли Бај, он је био склон вину.
Традиционално Хуај Су је упарени са старијим Џанг Сји као два највећа рукописна калиграфисти династије Танг. Двојица се љубазно помињу као „луди Џанг и пијан Су“ (顛張醉素).